# کالنتزانو
کالنتزانو (به ایتالیایی: Calenzano) یک کومونه در ایتالیا است که در استان فلورانس واقع شده‌است.

## خصوصیات
کالنتزانو ۷۶٫۹ کیلومترمربع مساحت و ۱۵٬۵۵۷ نفر جمعیت دارد و ۱۰۸ متر بالاتر از سطح دریا واقع شده‌است.